# 嘎苏话
嘎苏话是一种在中华人民共和国云南省广南县南屏镇坝聋使用的缅彝语群语言。嘎苏人在当地一般被认做白彝。武自立(2004)称在广南县（包括大牙少）有超过7,000名使用者，也在云南省金平县有分布。《民族语》提到在广西亦有分布。
嘎苏话有复辅音声母，这在缅彝语群内部也发现在书面缅语（古缅语）和基诺语 (Hsiu 2014:66)。武自立(2004) 列举了以下复辅音声母：pl、pʰl、bl、ml、kl、kʰl、gl、ql、qʰl、ɢl、ŋl。

## 方言
Hsiu (2014:65)辨认出两种变体，均在南屏镇。
- Kathu (自名: ka33 θu33)在安王村
- Thou (自名: θou̯53)在坝聋村

## 分类
嘎苏语词汇和广南倮倮语支语言很像。但也有不少词没有缅彝语群来源，可能来自一个未知的藏缅语族分支(Hsiu 2014)。 Hsiu (2014)认为嘎苏语可以加进无我的跨喜马拉雅语“已消亡分支”。
Bradley (1997)将其归类为彝语北部方言，而Bradley (2007)将其归类为彝语东南部方言。Pelkey (2011:458)指出嘎苏语和末昂语不属于彝语东南部方言。

## 更多
- Hsiu, Andrew. 2014. "Mondzish: a new subgroup of Lolo-Burmese （页面存档备份，存于）". In Proceedings of the 14th International Symposium on Chinese Languages and Linguistics (IsCLL-14). 台北: 中央研究院.
- Hsiu, Andrew. 2017. Kathu (Anwang) audio word list (2013) （页面存档备份，存于）. Zenodo. doi:10.5281/zenodo.1123235
- Hsiu, Andrew. 2017. Kathu (Balong) audio word list (2013) （页面存档备份，存于）. Zenodo. doi:10.5281/zenodo.1123233
- Hsiu, Andrew. 2017. Kathu (Balong) audio word list (2015) （页面存档备份，存于）. Zenodo. doi:10.5281/zenodo.1123357
- 武自立. 1994. 云南省广南县嘎苏话初探. 民族语文 2. http://wuxizazhi.cnki.net/Search/MZYW402.006.html （页面存档备份，存于）
- 武自立. 2004. "嘎僳话". 云南特殊语言研究, 486-513. 昆明: 云南民族出版社. ISBN 7536730624